# Central Masson Range
Die Central Masson Range ist der mittlere der drei Teilgebirgszüge der Masson Range im ostantarktischen Mac-Robertson-Land. In den Framnes Mountains erstreckt es sich über eine Länge von 6 km in nordsüdlicher Ausrichtung.
Entdeckt wurde die Masson Range bei der British Australian and New Zealand Antarctic Research Expedition (BANZARE, 1929–1931) unter der Leitung des australischen Polarforschers Douglas Mawson. Die hier beschriebene Formation kartierten norwegische Kartografen anhand von Luftaufnahmen, die bei der Lars-Christensen-Expedition 1936/37 entstanden. Die norwegische Benennung als Mekammen (norwegisch für Mittelkamm) wandelte 1960 das Antarctic Names Committee of Australia (ANCA) aus Gründen der besseren Ortsbeschreibung in die heutige Form ab.